# Condado de Kings (Ilha do Príncipe Eduardo)
O Condado de Kings é um condado localizado no leste da província da Ilha do Príncipe Eduardo, Canadá.
É o condado de menor extensão, mais rural e menos povoado de toda província. O condado de Kings também é menos dependente da indústria agrícola em comparação com os outros dois condados, sendo mais dependente da indústria pesqueira e florestal. Partes comparativamente grandes do condado ainda são florestadas e abrigam a maior serraria da província. A única indústria pesada, além da silvicultura e da agricultura industrial, é um pequeno estaleiro, embora a fabricação secundária tenha sido estabelecida nos últimos anos.
O condado foi nomeado pelo capitão Samuel Holland em 1765 em homenagem ao rei Jorge III (1738-1820). Como tal, a cidade sede do condado de Kings é Georgetown e sua maior cidade é Montague.
Em 2008, o condado de Kings foi a região com a segunda maior taxa de obesidade no Canadá.